# Redemptorister

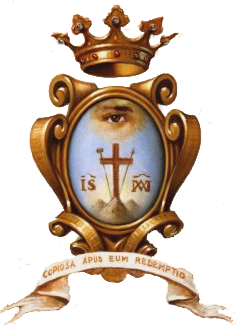
Redemptoristernas emblem.

Redemptorister är medlemmar av den romersk-katolska kongregationen Congregatio Sanctissimi Redemptoris (CSsR) (latin "Den allraheligaste Återlösarens kongregation"), grundad 1732 av Alfonso dei Liguori.

## Kända redemptorister
- Sankt Gerardo Maiella (1725–1755)
- Sankt Klemens Maria Hofbauer (1751–1820)
- Sankt Johannes Nepomuk Neumann (1811–1860)
- Vördnadsvärde Marcel Van (1928–1959)
- Kardinal Mykola Bychok (1980– )